# 多利什涅 (莫爾申市鎮)
49°9′10″N 23°48′58″E / 49.15278°N 23.81611°E
多利什涅（烏克蘭語：Долішнє），是烏克蘭的村庄，位於該國西部利沃夫州，由斯特雷區莫爾申市鎮負責管轄，始建於1396年，面積6.8平方公里，海拔高度335米，2022年人口数量为504人。